# デスルフォネーマ属
デスルフォネマ属はグラム陽性の非芽胞形成偏性嫌気性桿菌。繊維状に連なり、滑走する。名称は硫黄を還元する糸を意味する。GC含量は34から42。硫酸塩を硫化水素に還元する硫酸還元菌に分類される。基準種はデスルフォネマ・リミコラ。
硫酸塩を含む水中に生息する。デスルフォビリジンを有する種ともたない種がある。脂肪酸を完全に酸化する。また、アセチルCoA経路により二酸化炭素を固定化することもできる。